# Maurizio Trombetta
Maurizio Trombetta (n. 29 septembrie 1962 în Udine) este un fost fotbalist italian care face parte din staffiul tehnic al Udinese Calcio. A antrenat în Liga I cluburile CFR Cluj, cu care a câștigat Cupa României 2008–2009 și FCM Târgu Mureș, precum și echipa de tineret a clubului Reggina.